# Józef Gomoluch
Józef Edward Gomoluch (ur. 18 marca 1939 w Świętochłowicach, zm. 2 grudnia 2007) – polski piłkarz, reprezentant kraju.
W reprezentacji narodowej zadebiutował w meczu przeciwko Rumunii w 1967. Był to jego jedyny mecz w barwach biało-czerwonych.
Swoją karierę zaczął i zakończył w GKS Świętochłowice. Występował także w BKS Stal Bielsko-Biała oraz w Ruchu Chorzów. W tym ostatnim zdobywał bramki, m.in. w derbach Górnego Śląska w spotkaniach ligowych pomiędzy Ruchem i Górnikiem Zabrze.